# منطقه دوم دریایی نوح نبی ندسا

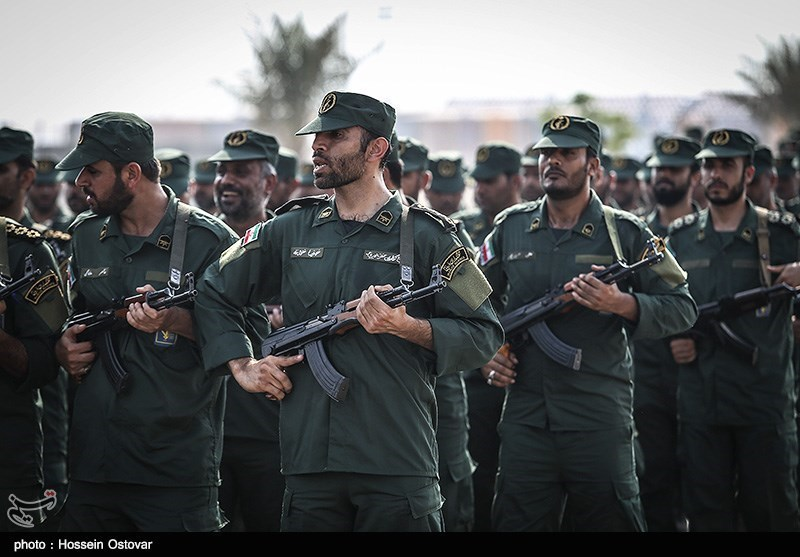
رژه تکاوران منطقه دوم دریایی نوح به‌مناسبت سالگرد جنگ ایران و عراق در سال ۱۳۹۷، بوشهر

منطقهٔ دوم دریایی نوح نبی یکی از مناطق پنج‌گانهٔ دریایی سپاه پاسداران انقلاب اسلامی است که زیر نظر نیروی دریایی و قرارگاه دریایی خاتم‌الانبیای ۲ سپاه فعالیت می‌کند. مرکز فرماندهی این منطقه در بوشهر مستقر است و وظیفهٔ حفاظت از جزیرهٔ خارگ و استمرار صادرات نفت ایران را بر عهده دارد. در طی سالهای دفاع مقدس طرح ریزی عملیاتهای دریایی توسط پاسداران دریادلِ بوشهری  طراحی و اجرا شد که ضربات محکم و مهلکی بر نیروهای دریایی کشورهای متخاصم زد .

 ۱۶ مهر ماه سال ۱۳۶۶ نادر مهدوی همراه با سرداران  غلامحسین توسلی، بیژن گرد، نصرالله شفیعی، آبسالانی، محمّدیها، مجید مبارکی شهدای نبرد مستقیم با آمریکا در خلیج فارس، برای انجام گشت زنی، با استفاده از ۲ فروند قایق و ناوچه طارق به سمت جزیره فارسی حرکت کردند.
پس از رسیدن به جزیره فارسی صدای انفجار مهیب ناشی از انهدام رادار پایگاه فرماندهی از سوی بالگردهای آمریکایی را شنیدند و لحظاتی بعد، سردار  مهدوی و همرزمانش یک فروند بالگرد کبری MS۶ متعلق به نیروهای آمریکایی را بالای سر خود دیدند.
سردار مهدوی بلافاصله نیروهای تحت امر خود را برای انجام عملیات مقابله به مثل فرا خواند، هنوز دقایقی از انهدام رادار فرماندهی نگذشته بود که قایق حامل سردار آبسالان و سردار نصرالله شفیعی نیز هدف اصابت موشک آمریکایی‌ها قرار گرفت.
موشک دیگری نیز توسط دشمن به سمت اعضای ناوگروه شلیک شد که به هدف اصابت نکرد و بالگردهای آمریکایی بشدت به طرف ناوچه طارق تیراندازی می‌کردند.
سردار مهدوی و یارانش، تصمیم گرفتند بالگردها را بزنند و پس از ۱۵ دقیقه درگیری شدید، با استفاده از یک فروند موشک استینگر، یکی از این بالگردها را ساقط کردند.
 نادر مهدوی به اتفاق بیژن گرد هم به طرف بالگردهای آمریکایی در هوا شلیک می‌کردند و هم در پی گرفتن پیکرها و زخمی‌ها از آب بودند که پس از ۲۰ دقیقه رزم جانانه زنده به چنگال دشمن افتادند.
نادر مهدوی بر عرشه ناو جنگی یو اس اس چندبار آماج شکنجه‌های وحشیانه دشمن قرار گرفت و سینه‌ اش با میخ های بلند آهنین سوراخ شد و بدین ترتیب مظلومانه به لقا الله پیوستند.
پس از گذشت ۶ روز، پیکرهای مطهر آنان و اسرا از مسقط پایتخت کشور عمان تحویل مقام های ایرانی و از مرز هوایی وارد فرودگاه مهرآباد تهران شد

. دستگیری تفنگداران دریایی آمریکایی در سال ۱۳۹۴ و در نزدیکی جزیرهٔ فارسی، در محدودهٔ عملیاتی این منطقه رخ داد. دریادار دوم پاسدار حیدر هنریان مجرد فرمانده کنونی منطقهٔ دوم دریایی نوح نبی است.